# Librazhd (distrito)
Librazhd (em albanês:  Rrethi i Librazhdit) é um dos 36 distritos da Albânia localizado na prefeitura de Elbasan. Sua capital é a cidade de Librazhd.